# Oxyopes lineatus occidentalis
Oxyopes lineatus là một phân loài nhện trong họ Oxyopidae.
Loài này thuộc chi Oxyopes. Oxyopes lineatus occidentalis được Wladislaus Kulczynski miêu tả năm 1907.